# Hallett
Hallett – miejscowość w Stanach Zjednoczonych, w stanie Oklahoma, w hrabstwie Pawnee.